# カシャフ川の竜
カシャフ川の竜（カシャフがわのりゅう）とは、ペルシア建国神話を伝える『シャー・ナーメ（王書）』に登場する竜である。

## 物語
カシャフ川の竜の物語は、『シャー・ナーメ』において、サームが息子ザールのためにイラン国王マヌーチェフル宛に書いた手紙の中で言及される。
サームが治める国にあったカシャフ (英: Kashaf) 川に毒竜がおり、人々を苦しめていた。竜は巨大で、火を噴いて鳥を落とし、川からは鰐を掴み出し、毒で周囲を汚染して、この世を支配したかのように振る舞っていた。サームはこの毒竜を退治する決意をする。盾、矛、弓を持ち、象ほどにも大きな馬に乗ってカシャフ川に向かい、竜と相まみえた。毒竜がサームを餌食にしようと襲いかかって来たが、サームは白ポプラの矢を放った。矢は竜の口の中に命中し舌を射貫いて上顎に突き刺さったが、竜はなおもサームに迫ってくる。そこでサームが、牛頭の鎚矛でもって竜の額を打つと、その一撃で竜は倒れた。竜の体からは大河のように毒が流れ出し、脳漿が山のように溢れ出し、カシャフ川は胆汁で溢れかえったという。
以来、サームは「必殺のサーム」「一撃のサーム」の異名を取るようになった。しかしサーム自身も毒に体を蝕まれ、回復までに長くかかった。また、竜のいた地域ではしばらくの間農作物が収穫できなかったという。ロスタムの倒したドラゴンと「竜」と「龍」で漢字が違うが、英語ではどちらもdragon（ドラゴン）であるため深い意味はない。強いて言えば、ペルシャのドラゴンの見た目は東洋系のため、容姿だけで言うのなら「龍」という漢字の方が相応しいのかもしれない。これは、ロスタム、イスファンディヤール、バハラーム五世などのドラゴン退治の絵画で確認出来る。